# Canton d'Arzano
Le canton d'Arzano est une ancienne division administrative française, située dans le département du Finistère en région Bretagne.

## Composition
Le canton d'Arzano comprenait les communes suivantes :
| Nom                | Code Insee | Codepostal | Superficie (km2) | Population (dernière pop. légale) | Densité (hab./km2) |
| ------------------ | ---------- | ---------- | ---------------- | --------------------------------- | ------------------ |
| Arzano (chef-lieu) | 29002      | 29300      | 34,04            | 1 396 (2012)                      | 41                 |
| Guilligomarc'h     | 29071      | 29300      | 22,75            | 730 (2012)                        | 32                 |
| Locunolé           | 29136      | 29310      | 16,78            | 1 134 (2012)                      | 68                 |
| Rédené             | 29234      | 29300      | 24,49            | 2 891 (2012)                      | 118                |

## Histoire
- De 1833 à 1848, les cantons de Quimperlé, d'Arzano et de Pont-Aven avaient le même conseiller général. Le nombre de conseillers généraux était limité à 30 par département[1].
- À la suite du redécoupage des cantons en 2014, il est supprimé à compter des élections départementales de mars 2015. Il est englobé dans le canton de Quimperlé.

## Administration

### Conseillers généraux (de 1833 à 2015)
| Période           | Identité                                   | Parti                        | Qualité |
| ----------------- | ------------------------------------------ | ---------------------------- | --- |
| 1833-1848         | voir Canton de Quimperlé                   |                              | |
| 1848-1852         | Balthazard de Fournas, Comte de Botdéru    | Droite                       | Propriétaire du château de Kervégan à Arzano député (1848-1849), conseiller d'arrondissement                                           |
| 1852-1867         | Paul-Marie Bréart de Boisanger (1810-1895) |                              | Propriétaire et avocat, Maire de Quimperlé (1852-1860)                                                                                 |
| 1867-1871         | Victor de Keroüallan (1802-1876)           |                              | Propriétaire à Rédené, juge de paix à Arzano, ancien conseiller d'arrondissement                                                       |
| 1871-1900 (décès) | Arnold de Raismes                          | Monarchiste                  | Sénateur (1876-1894) Propriétaire agricole, maire de Guilligomarc'h (1864-1871)                                                        |
| 1900-1909 (décès) | Benjamin Jégo                              | Rallié                       | Propriétaire, maire d'Arzano (1882-1906)                                                                                               |
| 1909-1910         | Roger Coquebert de Neuville (1871-1955)    | Droite                       | Ancien officier, conseiller municipal d'Arzano                                                                                         |
| 1910-1922 (décès) | Yves Guyonvarch                            | Radical                      | Avocat à Quimperlé Maire d'Arzano |
| 1922-1928         | Yves Richard                               | Républicain Démocrate        | Greffier de la justice de paix Maire d'Arzano (1922-1925), conseiller d'arrondissement                                                 |
| 1928-1940         | Joseph Fichoux (1882-1949)                 | URD                          | Agriculteur Ancien maire d'Arzano (1908-1912)                                                                                          |
|                   |                                            |                              | |
| 1943-1945         | Joseph-Marie Portier                       |                              | Maire de Rédené Nommé conseiller départemental en 1943                                                                                 |
|                   |                                            |                              | |
| 1945-1949 (décès) | Joseph Fichoux                             | DVD                          | Ancien maire d'Arzano (1908-1912) |
| 1949-1979         | Jean Fichoux (fils du précédent)           | RPF puis RS puis RI puis UDF | Agriculteur Maire d'Arzano (1943-1983) Sénateur (1959-1962)                                                                            |
| 1979-1992         | Georges Dauphin                            | PS                           | Président de la fédération départementale des syndicats d'exploitants agricoles Maire d'Arzano (1983-2001)                             |
| 1992-1998         | Jean Lomenech                              | DVD                          | Agriculteur Maire de Rédéné (1989-2020)                                                                                                |
| 1998-2015         | Marie-Isabelle Doussal                     | PS                           | Secrétaire Conseillère municipale de Quimperlé (1977-1983) Maire d'Arzano (2001-2014) Suppléante du député Gilbert Le Bris (2007-2012) |

### Conseillers d'arrondissement (de 1833 à 1940)
| Période                                  | Période | Identité                                | Étiquette                            | Qualité |
| ---------------------------------------- | ------- | --------------------------------------- | ------------------------------------ | --- |
| 1833                                     | 1836    | Victor de Keroüallan (1802-1876)        |                                      | Juge de paix, propriétaire à Rédené                                                                         |
| 1836                                     | 1842    | M. Brishoual                            |                                      | Propriétaire à Arzano                                                                                       |
| 1842                                     | 1848    | Balthazard de Fournas, Comte de Botdéru |                                      | Officier de marine, propriétaire à Arzano                                                                   |
|                                          |         |                                         |                                      | |
| 1871                                     |         | M. Richard                              |                                      | Maire d'Arzano                                                                                              |
|                                          |         |                                         |                                      | |
| 1895                                     | 1901    | Yves Richard                            | Droite puis Républicain progressiste | Greffier de la justice de paix à Arzano                                                                     |
| 1901                                     | 1907    | Jean-Marie Courtet (1870-1949)          | Droite                               | Cultivateur à Arzano                                                                                        |
| 1907                                     | 1922    | Yves Richard                            | Droite puis Républicain progressiste | Greffier de la justice de paix, maire d'Arzano (1922-1925)                                                  |
| 1922                                     | 1940    | François Richard                        | Républicain progressiste URD         | Maire d'Arzano (1925-1943)                                                                                  |
| 1940                                     |         |                                         |                                      | Les conseils d'arrondissement ont été suspendus par la loi du 12 octobre 1940 et n'ont jamais été réactivés |
| Les données manquantes sont à compléter. |         |                                         |                                      | |

## Démographie
| 1962  | 1968  | 1975  | 1982  | 1990  | 1999  | 2006  | 2011  | 2012  |
| ----- | ----- | ----- | ----- | ----- | ----- | ----- | ----- | ----- |
| 4 298 | 3 777 | 4 246 | 4 630 | 5 002 | 5 077 | 5 562 | 6 126 | 6 151 |